# Malmborgsgruppen
Malmborgsgruppen är en del av Icagruppen. De förvaltar sju Ica-butiker i Malmö och Lund under namnet Ica Malmborgs.
Malmborgs startades av Arne (1929-2001) och Ella Malmborg som 1954 öppnade en mjölkaffär på Mariedalsvägen i Malmö. Med tiden expanderade de och drev som mest sex butiker parallellt. Malmborgs anslöt sig till Ica under andra halvan av 1960-talet.
Malmborgsbutikerna ägs och drivs sedan 1990-talet av olika Ica-handlare men använder gemensam marknadsföring. Samtliga butiker är Ica Kvantum-butiker, som har en tydlig inriktning på inköp av lokalt producerade varor.

## Butiker

### Nuvarande butiker (2024)
| - Ica Kvantum Malmborgs Erikslust, öppnad 1967 - Ica Kvantum Malmborgs Emporia, Malmborgsbutik sedan 2024 - Ica Kvantum Malmborgs Limhamn, öppnad 1972 - Ica Kvantum Malmborgs Caroli, öppnad 1973 - Ica Kvantum Malmborgs Mobilia, Malmborgsbutik sedan 2001 | - Ica Kvantum Malmborgs Clemenstorget - Ica Kvantum Malmborgs Tuna, Malmborgsbutik sedan 2007 |

### Tidigare butiker
- Ica Rönneholm
- Ica Malmborgs Söder, öppnad 1977
- Ica Malmborgs Rosengård, öppnad 1984